# Rudolf Koss
Rudolf Koss (28. října 1884 Praha-Staré Město – 13. května 1929 Praha-Smíchov) byl český historik a archivář.

## Život
Byl žákem Alberta Werunskyho. Mezi lety 1910 a 1912 působil v Archivu Univerzity Karlovy. Od roku 1918 až do své smrti přednášel na Německé univerzitě v Praze. V letech 1918–1925 pracoval také jako rada v Archivu země České. Na tomto postu se zasloužil o řadu významných počinů. Roku 1920 se jako zástupce Archivu země České zúčastnil vídeňského jednání o rozluce rakouských a českých archivů. Věnoval se zejména archivnictví a středověkým sociálním i právním dějinám.

## Výběrová bibliografie
- Zur Kritik der ältesten böhm.-mähr. Landesprivilegien (1910)
- Krit. Bemerkungen zu Friedrichs Codex diplomaticus nec non epistolaris regni Bohemiae (1911)
- Das Wesen des ältesten dt. Adels und die Lehre von der Urdemokratie (1919)
- Forschungen zur mittelalterlichen Gerichtsverfassung Böhmens und Mährens (1919)
- Zur Frage nach der Entstehung und Entwicklung des böhm. Herrenstandes (1920)
- Listiny z archivu markrabat Moravských ve vídeňském státním archivu. In: Časopis archivní školy 1. (1923)
- Mocran et Mocran (1927)
- Archiv koruny české. 2. Katalog listin z let 1158–1346 – Český zemský archiv. Katalogy, soupisy, regestáře a rozbory jeho fondů. I. (1928)[5]